# Плавання на літніх Олімпійських іграх 2012 — естафета 4x100 метрів вільним стилем (чоловіки)
Змагання з плавання в естафеті 4x100 метрів вільним стилем серед чоловіків на Олімпіаді 2012 року пройшли 29 липня в Центрі водних видів спорту в Лондоні.

## Рекорди
Станом на 29 липня 2012 світовий і олімпійський рекорди були такими:
| Світовий рекорд     | США (USA) Майкл Фелпс (47.51) Гарретт Вебер-Гейл (47.02) Каллен Джонс (47.65) Джейсон Лезак (46.06) | 3:08.24 | Пекін, Китай | 11 серпня 2008 | [ 2 ] [ 3 ] |
| Олімпійський рекорд | США (USA) Майкл Фелпс (47.51) Гарретт Вебер-Гейл (47.02) Каллен Джонс (47.65) Джейсон Лезак (46.06) | 3:08.24 | Пекін, Китай | 11 серпня 2008 | [ 2 ] [ 3 ] |

## Результати

### Попередні запливи
| Місце | Заплив | Доріжка | Країна                | Плавці | Час     | Примітки |
| ----- | ------ | ------- | --------------------- | --- | ------- | -------- |
| 1     | 2      | 4       | Австралія (AUS)       | Кемерон Макевой (48.94) Джеймс Робертс (48.22) Томмасо Д'Орсонья (47.78) Джеймс Магнуссен (47.35)          | 3:12.29 | Q        |
| 2     | 2      | 5       | США (USA)             | Джиммі Фейген (48.49) Метт Греверс (47.54) Ріккі Беренс (48.52) Джейсон Лезак (48.04)                      | 3:12.59 | Q        |
| 3     | 2      | 3       | Росія (RUS)           | Андрій Гречин (48.19) Євген Лагунов (48.34) Сергій Фесіков (48.68) Микита Лобінцев (47.56)                 | 3:12.77 | Q        |
| 4     | 1      | 4       | Франція (FRA)         | Аморі Лево (48.61) Ален Бернар (48.31) Клеман Лефер (48.14) Жеремі Страв'юс (48.32)                        | 3:13.38 | Q        |
| 5     | 2      | 6       | Німеччина (GER)       | Бенджамін Штарке (48.96) Маркус Дайблер (47.99) Крістоф Фільдербрандт (48.44) Марко ді Карлі (48.12)       | 3:13.51 | Q, NR    |
| 6     | 2      | 2       | Бельгія (BEL)         | Дітер Деконінк (48.79) Яспер Арентс (48.58) Еммануель Ванлюшен (48.55) Пітер Тіммерс (47.97)               | 3:13.89 | Q, NR    |
| 7     | 1      | 3       | ПАР (RSA)             | Роланд Шуман (49.00) Даріан Таунсенд (48.26) Гідеон Лоув (47.92) Грем Мур (48.75)                          | 3:13.93 | Q        |
| 8     | 1      | 5       | Італія (ITA)          | Лука Дотто (49.27) Андреа Ролла (49.46) Мікеле Сантуччі (48.85) Філіппо Маньїні (48.20)                    | 3:15.78 | Q        |
| 9     | 1      | 2       | Бразилія (BRA)        | Ніколас Олівейра (49.31) Бруно Фратус (48.98) Ніколас Сантуш (49.68) Марсело Черігіні (48.17)              | 3:16.14 |          |
| 10    | 1      | 7       | Канада (CAN)          | Брент Гейден (48.42) Колін Рассел (48.67) Річард Гортнесс (49.12) Томас Госсленд (50.21)                   | 3:16.42 |          |
| 11    | 2      | 1       | Китай (CHN)           | Лу Чжіу (48.92) Чжан Еньцзянь (49.57) Хе Цзяньбінь (49.67) Ши Тенфей (48.84)                               | 3:17.00 |          |
| 12    | 1      | 6       | Велика Британія (GBR) | Саймон Барнетт (50.47) Грант Тернер (48.31) Джеймс Дісней-Мей (48.99) Крейг Гіббонс (49.31)                | 3:17.08 |          |
| 13    | 2      | 8       | Сербія (SRB)          | Милорад Чавич (48.61) Велімір Степанович (49.13) Іван Ленджер (50.58) Радован Сільєвскі (50.47)            | 3:18.79 | NR       |
| 14    | 2      | 7       | Угорщина (HUN)        | Петер Бернек (50.29) Герге Кіш (50.68) Габор Балог (51.47) Крістіан Такач (49.47)                          | 3:21.91 |          |
| 15    | 1      | 1       | Венесуела (VEN)       | Крістіан Кінтеро (49.77) Октавіо Алесі (50.04) Маркос Лавадо (52.59) Крокс Ернесто Акунья Родрігес (50.28) | 3:22.68 |          |

### Фінал
| Місце | Доріжка | Країна          | Плавці                                                                                               | Час     | Відставання | Примітки |
| ----- | ------- | --------------- | --- | ------- | ----------- | -------- |
| 1     | 6       | Франція (FRA)   | Аморі Лево (48.13) Фаб'ян Жіло (47.67) Клеман Лефер (47.39) Яннік Аньєль (46.74)                     | 3:09.93 |             |          |
| 2     | 5       | США (USA)       | Натан Едрієн (47.89) Майкл Фелпс (47.15) Каллен Джонс (47.60) Раян Лохте (47.74)                     | 3:10.38 | 0.45        |          |
| 3     | 3       | Росія (RUS)     | Андрій Гречин (48.57) Микита Лобінцев (47.39) Володимир Морозов (47.85) Данило Ізотов (47.60)        | 3:11.41 | 1.48        |          |
| 4     | 4       | Австралія (AUS) | Джеймс Магнуссен (48.03) Метт Таргет (47.83) Імон Саллівен (47.68) Джеймс Робертс (48.09)            | 3:11.63 | 1.70        |          |
| 5     | 1       | ПАР (RSA)       | Гідеон Лоув (48.48) Даріан Таунсенд (48.36) Грем Мур (48.36) Роланд Шуман (48.27)                    | 3:13.45 | 3.52        |          |
| 6     | 2       | Німеччина (GER) | Бенджамін Штарке (49.03) Маркус Дайблер (47.97) Крістоф Фільдербрандт (48.45) Марко ді Карлі (48.07) | 3:13.52 | 3.59        |          |
| 7     | 8       | Італія (ITA)    | Лука Дотто (48.73) Марко Орсі (48.42) Мікеле Сантуччі (48.88) Філіппо Маньїні (48.10)                | 3:14.13 | 4.20        |          |
| 8     | 7       | Бельгія (BEL)   | Дітер Деконінк (49.42) Яспер Арентс (48.34) Еммануель Ванлюшен (48.46) Пітер Тіммерс (48.18)         | 3:14.40 | 4.47        |          |